# Budy Zosiny (gromada)
Budy Zosiny (także Budy-Zosiny) – dawna gromada, czyli najmniejsza jednostka podziału terytorialnego Polskiej Rzeczypospolitej Ludowej w latach 1954–1972.
Gromady, z gromadzkimi radami narodowymi (GRN) jako organami władzy najniższego stopnia na wsi, funkcjonowały od reformy reorganizującej administrację wiejską przeprowadzonej jesienią 1954 do momentu ich zniesienia z dniem 1 stycznia 1973, tym samym wypierając organizację gminną w latach 1954–1972.
Gromadę Budy Zosiny z siedzibą GRN w Budach Zosiny (w obecnym brzmieniu: Budy Zosine) utworzono – jako jedną z 8759 gromad na obszarze Polski – w powiecie grodziskomazowieckim w woj. warszawskim, na mocy uchwały nr VI/10/4/54 WRN w Warszawie z dnia 5 października 1954. W skład jednostki weszły obszary dotychczasowych gromad Budy Michałowskie, Budy Stare i Budy Zosiny (z wyłączeniem miejscowości Grabnik) ze zniesionej gminy Kaski w tymże powiecie. Dla gromady ustalono 17 członków gromadzkiej rady narodowej.
31 grudnia 1961 gromadę zniesiono, włączając jej obszar do gromad: Jaktorów (wsie Budy Michałowskie i Stare Budy) i Baranów (wieś Budy-Zosiny) w tymże powiecie.